# UOB Plaza
L'UOB Plaza, noto anche come United Overseas Bank Plaza, è un complesso edilizio costituito da due grattacieli di Singapore.

## Descrizione
Il più alto dei due, UOB Plaza One, è stato uno dei tre edifici più alti della città, condividendo il primato con il OUB Centre e il Republic Plaza; dal 2016 è il secondo più alto, essendo stato superato dal Tanjong Pagar Centre. Il secondo edificio, chiamato UOB Plaza Two è stato completata nel 1973 e successivamente riammodernato nel 1995, in occasione della fine della costruzione del UOB Plaza One. Entrambi gli edifici sono collegati da una passerella sopraelevata di 45 m.
L'UOB Plaza One fu inaugurato dall'allora Primo Ministro Lee Kuan Yew il 6 agosto 1995.